# Richard Neudecker (Archäologe)
Richard Neudecker (* 1949) ist ein deutscher Klassischer Archäologe.
Richard Neudecker studierte Klassische Archäologie, Alte Geschichte und Klassische Archäologie an der Universität München. Dort wurde er 1981/82 mit der Schrift Die Skulpturenausstattung römischer Villen in Italien bei Paul Zanker promoviert. Für 1982/83 erhielt er das Reisestipendium des Deutschen Archäologischen Instituts zugesprochen und konnte dadurch den Mittelmeerraum bereisen. Hauptberuflich war er bis zu seiner Pensionierung Ende Januar 2015 als wissenschaftlicher Mitarbeiter an der Abteilung Rom des Deutschen Archäologischen Instituts beschäftigt und betreute dort den Realkatalog und die Archäologische Bibliographie. 1994 habilitierte er sich an der Universität München mit der viel beachteten Arbeit Die Pracht der Latrine. Zum Wandel öffentlicher Bedürfnisanstalten in der kaiserzeitlichen Stadt. Hier setzt sich Neudecker grundlegend mit der Architektur und kulturellen Bedeutung der öffentlichen Toiletten im antiken Rom auseinander. Seitdem lehrt er als Privatdozent in München. 
Neudecker forscht unter anderem zu den italischen Kulturen vom 7. bis 3. Jh. v. Chr., zu Teano (dem antiken Teanum Sidicinum), zum römischen Theaterwesen sowie zu öffentlichen Pracht- und Repräsentationsbauten.

## Schriften
- Die Skulpturenausstattung römischer Villen in Italien (= Beiträge zur Erschließung hellenistischer und kaiserzeitlicher Skulptur und Architektur. Bd. 9). von Zabern, Mainz 1988  ISBN 3-8053-0937-6
- Die Pracht der Latrine. Zum Wandel öffentlicher Bedürfnisanstalten in der kaiserzeitlichen Stadt  (= Studien zur antiken Stadt. Bd. 1). Pfeil, München 1994 ISBN 3-923871-86-4
- mit Maria Grazia Granino Cecere: Antike Skulpturen und Inschriften im Institutum Archaeologicum Germanicum = Sculture e iscrizioni antiche nell’Institutum Archaeologicum Germanicum (= Palilia. Bd. 2). Reichert, Wiesbaden 1997, ISBN 3-89500-039-6
- mit Paul Zanker (Hrsg.): Lebenswelten. Bilder und Räume in der römischen Stadt der Kaiserzeit (= Palilia. Bd. 16) Reichert, Wiesbaden 2005, ISBN 3-89500-515-0
- (Hrsg.): Krise und Wandel. Süditalien im 4. und 3. Jahrhundert v. Chr. Internationaler Kongress anlässlich des 65. Geburtstages von Dieter Mertens, Rom, 26. bis 28. Juni 2006 (= Palilia. Bd. 23). Reichert, Wiesbaden 2011, ISBN 978-3-89500-865-8.